# 黃梅戲電影
黄梅戏电影:19、黃梅調電影:79是戲曲片的一类。
1950年代到1970年代末的香港黃梅調電影:19是一種融合黃梅調服裝、唱腔、身段及配樂的電影類型，多半是武俠類型以外的古裝電影。对香港黄梅调电影不称“黄梅戏”而称“黄梅调”，有多种解释。一种观点认为，黄梅调电影的音乐、唱腔与黄梅戏有所差异，更为通俗易唱:87。

## 历史
黄梅戏又称黄梅调，与京剧、昆曲等传统戏曲发展路线不同，因1930年代进入上海等城市，从地方“两小戏”衍化成戏曲剧种:84。
中华人民共和国在1949年建立后，兩岸三地的电影业各自发展。中国大陆电影和香港電影的产业形态完全不同。1949年后，国有制片公司（电影厂）是中国大陆电影拍摄的主流:83。1955年，中国大陆拍摄第一部黄梅戏电影《天仙配》。此片与1959年的《女驸马》被认为是中国大陆黄梅戏电影“至今无法超越的高峰”:19。1990年代后，电影厂和电视台向企业转制，戏曲片的拍摄则基本依靠上政府的文化政策屿资金支持，对電影票房的考虑不占主导地位。与大陆电影业不同，香港电影中的戏曲片，则完全是因应市场需要。直接与电影票房挂钓:83—84。
1950年代，香港电影以粵語片为主流:79。1955年大陆电影《天仙配》在香港上映获得巨大成功，使得香港电影观众和电影人关注黄梅戏。长城电影制片有限公司拍摄了香港第一部黄梅调电影，而最成功的制片商则是邵氏兄弟:95。1958年李翰祥执导的黄梅调电影《貂蝉》开始，《江山美人》、《梁山伯与祝英台》的成功，使黄梅调电影在1960年代成为香港电影主流，推动国语片兴盛:79。从1958年《貂蝉》至1977年《金玉良缘红楼梦》，邵氏黄梅调电影占港台地区黄梅调电影的3/5:95。

## 电影作品

### 大陆黄梅戏电影
- 2019年相关文章称，1955年《天仙配》是第一部，其后60多年，拍摄了23部[1]:19。
- 1950年代，4部[1]:19
  - 1955年《天仙配》、1956年《夫妻观灯》、1959年《春香闹学》、《女驸马》
- 1960年代，2部[1]:19
  - 1963年《牛郎织女》、《槐荫记》
- 1970年代，2部[1]:19
  - 1976年《红霞万朵》、《小店春早》
- 1980年代，6部[1]:19
  - 1983年《杜鹃女》、1984年《龍女》、1986年《母老虎上轿》、《朱门玉碎》、《香魂》、《孟姜女》
- 1990年代，2部[1]:19
  - 1999年《血泪恩仇录》、1996年《徽商情缘》
- 2000年代，2部[1]:19
  - 2000年《山乡情悠悠》、2001年《生死擂》
- 2010年代，5部[1]:19
  - 2010年《六尺巷》、2012年《逆火》、2013年《妹娃要过河》、2015年《传灯》、《雷雨》

### 香港黃梅調電影
邵氏兄弟的不少電影是黃梅調電影，包括:
- 1958《貂蟬》：林黛主演，靜婷幕後代唱。
- 1959《江山美人》：林黛主演，靜婷幕後代唱。
- 1962《花田錯》：樂蒂主演。
- 1962《楊貴妃》：李麗華主演，靜婷幕後代唱。
- 1962《紅樓夢》：樂蒂主演。
- 1962《白蛇傳》：林黛主演，顧媚幕後代唱。
- 1963《梁山伯與祝英台》：凌波、樂蒂主演，靜婷代唱。
- 1963《凤还巢》
- 1963《楊乃武與小白菜》：李麗華主演。
- 1963《閻惜姣》：李麗華主演。
- 1963《七仙女》：凌波主演。
- 1964《潘金蓮》
- 1964《喬太守亂點鴛鴦譜》
- 1964《花木蘭》：凌波主演。
- 1964《玉堂春》：樂蒂主演。
- 1964《血手印》：凌波主演。
- 1964《王昭君》：林黛主演，靜婷幕後代唱。
- 1964《雙鳳奇緣》：凌波主演。
- 1965《魚美人》：凌波主演。
- 1965《蝴蝶盃》
- 1965《萬古流芳》：凌波、李麗華主演。
- 1965《寶蓮燈》：林黛分飾母子，由靜婷、凌波幕後代唱。
- 1965《宋宮秘史》：凌波主演。
- 1965《西廂記》：凌波主演。
- 1966《魂斷奈何天》：凌波主演。
- 1966《女秀才》：凌波主演。
- 1967《女巡按》：凌波幕後代唱。
- 1967《三更冤》
- 1967《新陳三五娘》：凌波主演。
- 1968《金石情》：凌波主演。
- 1969《三笑》：凌波主演。
- 1977《金玉良缘红楼梦》